# Памятник на холме Каим (Краков)
Памятник на холме Каим (пол.  Pomnik na Wzgórzu Kaim) — памятник в Польше, находящийся в Кракове в административном районе Дзельница XII Бежанув-Прокоцим в южной части бывшего села Бежанув на западном склоне холма Каим. Памятник посвящён победе австро-венгерских войск, которые 6 декабря 1914 года на вершине холма Каим остановили российское наступление на Краков.

## История
Памятник был открыт 6 декабря 1915 года австрийскими властями в первую годовщину сражения около Кракова. Автор проекта — Хенрик Нитра.

## Описание
Памятник сооружён в виде обелиска. На его восточной части находится барельеф увенчанной ларами венгерской королевской короны. На южной стороне обелиска находится герб Габсбургов, под которым располагается мемориальная табличка с надписью на немецком языке:

HIER WURDEN AM

6 DEZEMBER 1914

DIE SOLDATEN DER

RUSS. ARMEE ENDGÜLTIG

ZURÜCK GESCHOSSEN

На западной части обелиска находится барельеф увенчанной лаврами австрийской короны, под которой находится мемориальная табличка с аналогичной надписью на плохом польском языке:

TU ODPARTO DNIA 

6 GRUDNIA 1914 

NAJDALEJ NAPRZÓD 

ODDZIAŁY ROSYJSKIEJ 

ARMII

## Галерея

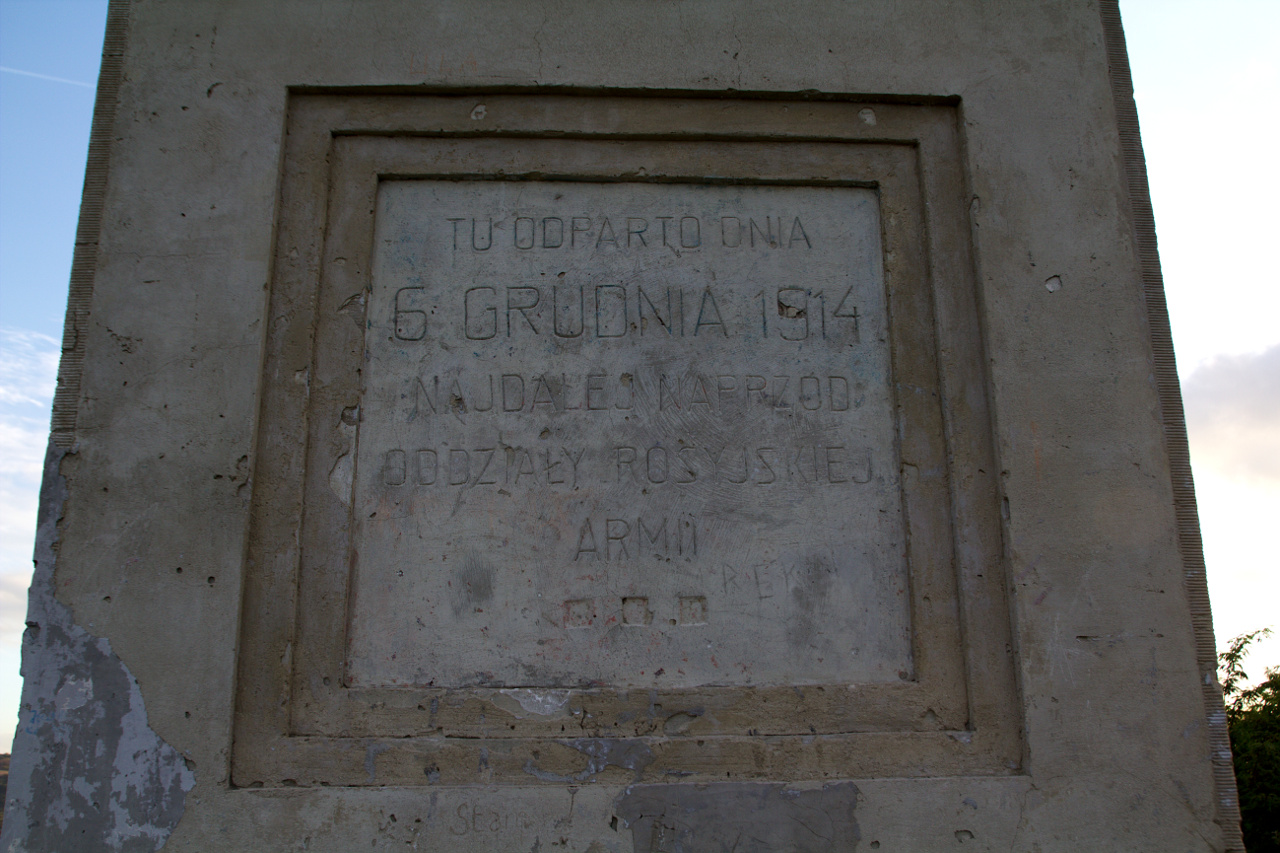
Надпись на польском языке на восточной стороне
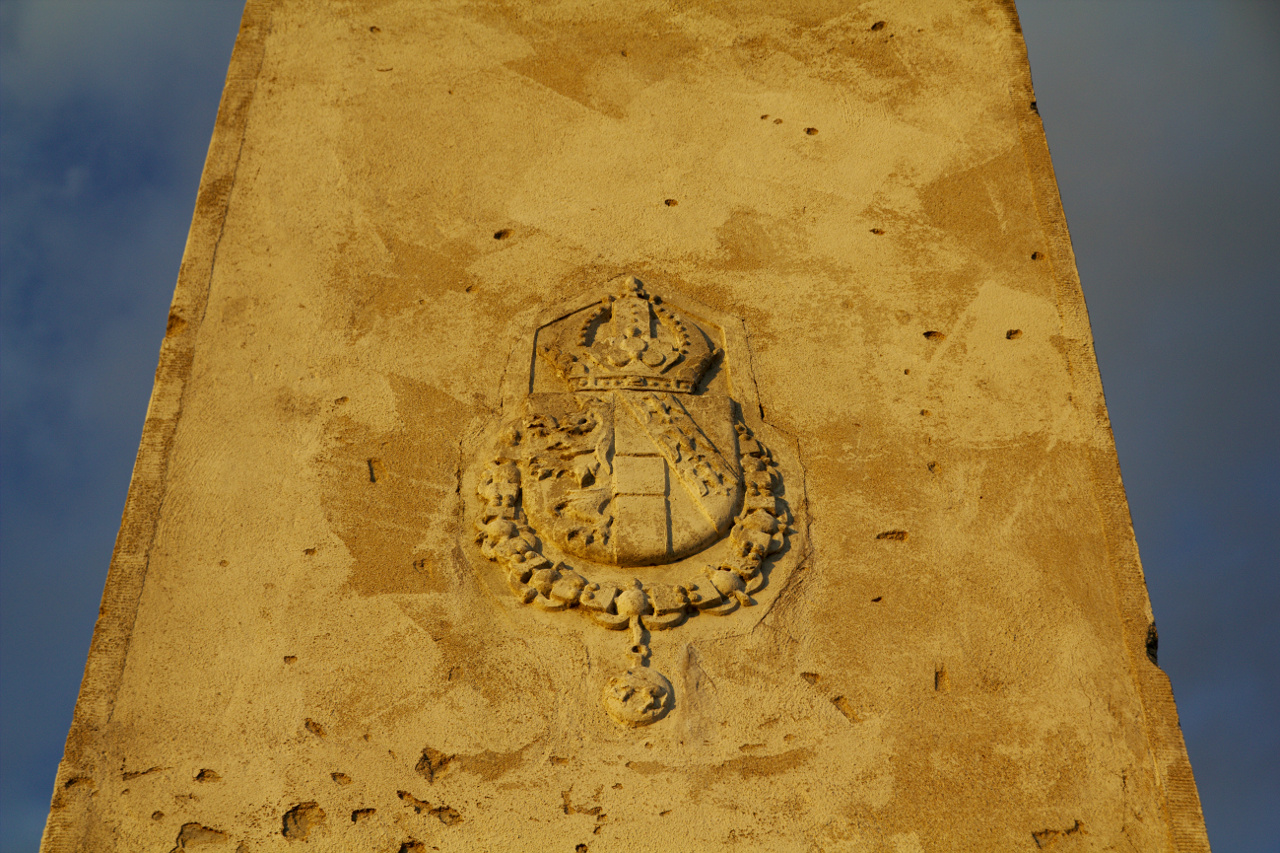
Герб Габсбургов на южной стороне